# Pedro Eguiluz Lamarca
Pedro Eguiluz Lamarca (Madrid, Espanya, 14 de juny de 1921 24 de juliol de 1977) va ser un futbolista espanyol que jugava com a centrecampista. Posteriorment va fer d'entrenador, entre d'altres, dels equips asturians Real Avilés i del Reial Oviedo.

## Clubs
| Club       | País    | Any         |
| ---------- | ------- | ----------- |
| Sevilla FC | Espanya | 1941 - 1950 |